# Rated-RKO
Palmarès
WWE World Tag Team Championship (1 fois) 
WWE Women's Championship - Lita
Rated-RKO était une équipe de catcheurs heels de la World Wrestling Entertainment. L'équipe était constituée d'Edge et Randy Orton. Ils ont remporté le Championnat du monde par équipe.
Le nom de la team est un mot-valise du surnom d'Edge (Rated R Superstar) et de celui de Randy Orton, « RKO » qui est à la fois ses initiales et le nom de sa prise de finition.
Formé originellement pour défier la tag team D-Generation X de Shawn Michaels et Triple H, Rated-RKO va enchaîner les succès jusqu'à devenir les WWE World Tag Team Champions en novembre 2006, peu avant que Lita ne prenne sa retraite. La perte du titre en janvier 2007 va entraîner des tensions dans le duo, qui vont mener les deux catcheurs à s'affronter dans différents matchs, avant qu'Edge ne soit envoyé dans la division SmackDown en mai 2007.
À de nombreuses reprises, les deux catcheurs ont eu l'occasion de se croiser à nouveau jusqu'à ce qu'Edge soit forcé de prendre sa retraite en avril 2011.
Edge sort de sa retraite en 2020 et effectue son retour au Royal Rumble de la même année. Les deux hommes ont une rivalité et s'affrontent à WrestleMania 36 dans un match remporté par Edge puis de nouveau à Backlash dans un match remporté par Randy Orton.

## Carrière

### Rivalité avec DX (2006-2007)
Le 2 octobre 2006, lors de l'épisode hebdomadaire de Monday Night Raw, l'équipe récemment reformée DX (Shawn Michaels et Triple H) interfère dans un Steel cage match entre Edge et John Cena pour le Championnat de la WWE. Peu après, Edge approche Orton pour monter une tag team afin de contrer DX, en avançant la mauvaise passe que connait Orton depuis son éviction du clan Evolution, et la différence d'âge entre les deux duos, la DX étant une équipe ancienne qui devrait laisser la place à la nouvelle génération.
Edge et Orton se donnent eux-mêmes le nom de « Rated-RKO ». Rapidement, ils deviennent très loquaces et critiques sur la DX en les moquant dès qu'ils le pouvaient, dont une saynète parodiant celles de DX quand ils critiquaient leurs adversaires.
Orton bat ensuite Triple H dans des matchs simples lors de plusieurs épisodes de Raw, menant à un tag team match à Cyber Sunday 2006. À Cyber Sunday, le duo donne à la DX leur première défaite depuis leur réunion quand Eric Bischoff (l'arbitre choisi par les fans) autorise l'usage d'une chaise sans les disqualifier. Plus tard dans le même show, Lita gagnait le Women's Championship dans la finale du tournoi à sept femmes.
Le soir suivant à Raw, Edge et Orton font face à Ric Flair et "Rowdy " Roddy Piper pour leur récent titres de champions du monde par équipe, mais ils ne gagnent pas à la suite de l'intervention de DX. La semaine suivante, Rated-RKO, qui ont un match revanche, attaquent Piper pendant son entrée, Edge lui portant un One man Con-chair-to. Comme il fut ramené en backstage par les médecins, Flair était forcé de défendre son titre tout seul, et Rated-RKO gagne le match par tombé à la suite d'un Spear d'Edge. En réalité, Piper n'a pas pu participer au match car on lui avait diagnostiqué un lymphome, qui l'a forcé à s'éloigner du ring

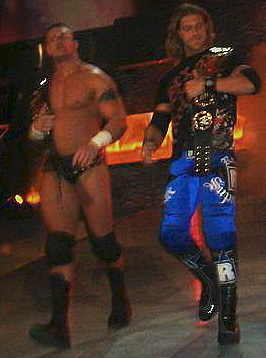
Edge et Orton avec les ceintures de World Tag Team Champions.

Aux Survivor Series 2006, Lita prend sa retraite de la WWE après avoir perdu le Championnat Féminin de la WWE au profit de Mickie James. Plus tard dans la soirée, l'équipe Rated-RKO (Edge, Randy Orton, Johnny Nitro, Mike Knox et Gregory Helms) est battue par l'équipe DX (Triple H, Shawn Michaels, Jeff Hardy, Matt Hardy et CM Punk), Orton est le dernier membre éliminé. Rated-RKO et DX entre ensuite dans une « rivalité personnelle » après l'attaque de Ric Flair par Rated-RKO, les deux champions par équipe ayant battu jusqu'au sang le Nature Boy alors que DX avait quitté les lieux. Le même soir, lors d'un match pour le titre face aux Hardy Boyz, ils perdent par disqualification et conservent donc les ceintures. Rated-RKO et DX s'affrontent de nouveau pour le titre lors de New Year's Revolution en janvier 2007, mais le match se termine par un match nul à la suite de la blessure de Triple H, qui se froisse le quadriceps.
La rivalité continue cependant, mais désormais, Shawn Michaels est seul face aux champions par équipe, qui parviennent à organiser un match handicap à 2 contre 1 contre Michaels ; à leur grande surprise, Michaels remporte la victoire en laissant Orton inconscient sur le ring après qu'il lui a porté un one-man con-chair-to pendant qu'Edge observait depuis les abords du ring.

### Rivalité interne pour le WWE Championship (2007)
Le 29 janvier 2007 à Raw, Edge et Orton perdent le titre face à John Cena et Shawn Michaels. L'équipe a droit à un match revanche, mais au sein du duo, des tensions apparaissent car chacun vise le Championnat de la WWE et affirme être le prétendant no 1 au titre ; ainsi, lors du match retour le 26 février 2007, Edge préfère abandonner son partenaire après avoir perdu à la suite d'une mésentente.
Ils participent ensuite individuellement aux matchs de qualification pour le Money in the Bank Ladder match de WrestleMania 23, dont la victoire leur offrirait une opportunité pour un match de championnat. Les relations entre les deux catcheurs commencent alors à se dégrader, et chacun interfère dans les matchs de l'autre pour le faire perdre, notamment Edge qui en appelle aux autorités pour influencer les matchs d'Orton et les lui faire perdre,,. Le Money In The Bank ladder match est finalement remporté par Mr. Kennedy.
Cependant, le 16 avril 2007 à Raw, l'équipe Rated-RKO se reforme pour un match handicap à 2 contre 1 pour affronter John Cena, mais perdent avec l'intervention de Michaels . Les quatre catcheurs se rencontrent à Backlash 2007 donc dans un Fatal Four-way match pour le WWE Championship, remporté par Cena par tombé sur Orton.

### Séparation et réunions (2007-2011)
Le 30 avril 2007, Edge et Randy Orton se battent, le victorieux est Edge, après son spear sur Randy Orton. Edge défait Mr. Kennedy le 11 mai pour obtenir le Money in the Bank, qu'il encaisse dans la même soirée pour remporter le Championnat du monde Poids-Lourd ; le titre étant rattaché à la division SmackDown, Edge intègre alors le roster. Rated-RKO est officiellement dissoute.
Pour les 15 ans de Monday Night Raw, Randy Orton, qui refuse de rejoindre son ancienne équipe l'Evolution, reforme la Rated-RKO avec Edge et Umaga comme partenaire pour combattre ses anciens partenaires (Batista, Ric Flair et Triple H). Au terme de ce match l'Evolution gagne par disqualification d'Umaga lâché par ses coéquipiers face à l'Evolution.
Le soir du draft 2010, le 26 avril, Edge revient à Raw. Le même soir, Edge intervient dans le Triple Threat match entre Batista, Sheamus et Orton, en portant le spear sur ce dernier, lui coûtant ainsi la victoire. À Raw le 3 mai 2010 Edge organise le Cutting Edge où il invite Randy Orton. Edge est alors heel et Randy Orton est face. Edge propose de reformer la Rated-RKO mais Orton refuse, contre un Spear d'Edge (il l'a vu à l'écran géant) par un Big Boot et un RKO. Ils s'affrontent lors du pay-per-view Over the Limit, mais le match se finit en double décompte à l'extérieur, résultat improvisé après qu'Orton s'est disloqué l'épaule.
Lors du Smackdown du 28 janvier 2011, Edge et Randy Orton affrontent le WWE Champion The Miz et Dolph Ziggler, et gagnent. Edge et Orton se réunissent à nouveau lors du 600e de Smackdown le 18 février avec John Cena, R-Truth, John Morrison et Rey Mysterio pour faire face au leader de The Nexus, CM Punk, avec Wade Barrett membre de The Corre, Dolph Ziggler, Kane, King Sheamus et Drew McIntyre, match remporté par Edge et Randy Orton.
Edge annonce sa retraite en avril 2011 à la suite d'une grave blessure au cou remontant à 2003.

### Retour d'Edge et rivalité (2020)
Edge effectue son retour à la WWE près d'une décennie après avoir annoncé sa retraite. En effet, il revient au Royal Rumble et recroise la route de Randy Orton qui étais également présent dans ce match. Les deux hommes s'allient d'abord, mais Randy Orton est finalement éliminé par Edge. Le Rumble sera remporté par Drew McIntyre.
Les deux hommes s'affrontent à WrestleMania 36 et voit la victoire d'Edge sur la vipère dans un "Last Man Standing Match".
Randy Orton prend sa revanche à Backlash.
Edge remporte par la suite le Royal Rumble 2021.
Les deux hommes s'affrontent une nouvelle fois à RAW le 1er février 2021, et Edge l'emporte après une intervention d'Alexa Bliss.

## Palmarès
World Wrestling Entertainment
- 1 fois World Tag Team Champions — Randy Orton et Edge
- 1 fois WWE Women's Championship — Lita